# Incontro con Rama
Incontro con Rama (titolo originale Rendezvous with Rama) è un romanzo di fantascienza scritto da Arthur C. Clarke, pubblicato nel 1972.
L'opera è considerata uno tra i migliori esempi di fantascienza hard grazie alla cura maniacale prestata dall'autore nel descrivere, con elevata plausibilità scientifica, gli ambienti in cui si svolgono le vicende dei personaggi, i quali nello stile tipico di Clarke sono poco caratterizzati e finiscono ben presto per essere solo un espediente grazie al quale portare avanti la narrazione.
Incontro con Rama è stato tradotto in più di trenta lingue e ha ottenuto importanti riconoscimenti della letteratura fantascientifica quali i premi Nebula, Hugo, Jupiter e Campbell Memorial.
In Italia il romanzo esce il 23 dicembre 1973 nella collana fantascientifica Urania (n. 634). Nel gennaio 1982 viene ristampato nella collana Classici Urania (n. 58), e di nuovo nel 1999 nella stessa collana (n. 262).
Il romanzo ricevette vari premi e ha dato via a una quadrilogia di romanzi, con i successivi tre capitoli scritti da Gentry Lee in collaborazione con Clarke.

## Trama
In seguito alla caduta avvenuta l'11 settembre 2077 di un grosso meteorite sulla Pianura Padana, che causa un numero ingente di vittime e devastazioni, viene approvato il progetto Guardia Spaziale che ha il compito di catalogare e studiare l'orbita di ogni asteroide presente nel sistema solare affinché simili incidenti non possano più ripetersi. Nel 2130 i radar installati su Marte appartenenti alla Guardia Spaziale avvistano un grande oggetto, che viene inizialmente classificato come un asteroide; successivamente, col progressivo avvicinarsi dell'oggetto al Sole, si fa sempre più concreta la possibilità che possa trattarsi di una struttura artificiale di una cultura aliena.
La notizia suscita notevole scalpore e i governi della Terra e degli altri pianeti colonizzati del Sistema Solare decidono in tutta fretta di organizzare una missione col compito di raggiungere e studiare l'oggetto a cui, in onore alla religione induista, viene assegnato il nome Rāma, dato che non sono più disponibili divinità del pantheon classico.
Considerata però la velocità con cui Rama si sta avvicinando al Sole risulta evidente che solo un'astronave, l'Endeavour, che casualmente opera già nei dintorni, potrà raggiungerlo ed effettuare un rendezvous in tempo utile (Rendezvous with Rama è il titolo originale). L'astronave è guidata da un piccolo gruppo di astronauti molto disciplinati e affidabili condotti dal comandante Norton. Dopo un lungo inseguimento riescono finalmente a raggiungere Rama, che si rivela essere un enorme cilindro in rapida rotazione con l'interno completamente cavo.
Effettuato l'atterraggio in prossimità dell'asse e dopo aver aspettato inutilmente per 24 ore un qualunque segno di vita da parte di eventuali abitanti, il comandante Norton decide di dare il via all'esplorazione che, considerate le grandi dimensioni e la particolare conformazione di Rama, si presenta subito un'impresa difficile.
A peggiorare la situazione vi è anche il fattore tempo: Rama dovrà essere abbandonato a sé stesso entro pochi giorni perché l'orbita su cui è immesso passerà troppo vicina al Sole. Man mano che l'atmosfera all'interno si scalda emergono strane creature indaffarate e indifferenti alla presenza degli umani. Questo spinge il governo di Mercurio, di stampo militare, a considerare Rama una minaccia e a lanciare un missile nucleare per distruggerlo, intimando all'equipaggio della Endeavour di allontanarsi. L'Endeavour lancia però una missione che disinnesca la bomba. In seguito gli esploratori trovano, all'interno di una delle costruzioni presenti sulla superficie interna di Rama, immagini di manufatti quali utensili, attrezzi, tute spaziali non adatte all'anatomia umana.
Alla fine, visto che la traiettoria di Rama lo farà finire dentro la corona solare (si ipotizza per rifornirsi di energia e materia utili alla prosecuzione del proprio viaggio) l'equipaggio è costretto ad abbandonare Rama con più domande insolute che risposte: chi ha costruito Rama? Per quale motivo? Da dove proviene? Dove sta andando? Domande che resteranno senza risposta. Il romanzo ha un finale che richiama quello del L'isola del tesoro di Robert Louis Stevenson. Uno dei responsabili della spedizione si sveglia improvvisamente nella notte con un pensiero fisso: "i Ramani fanno tutto tre volte".

## Geografia di Rama

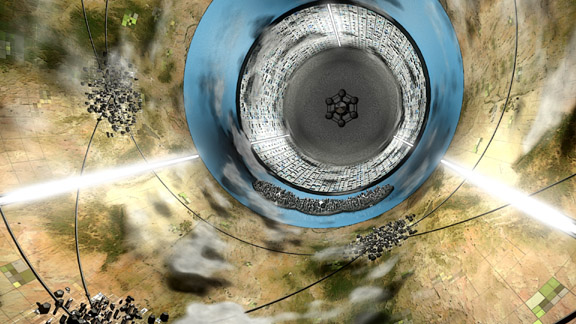
Ricostruzione 3D dell'interno di Rama

All'interno del romanzo ampio spazio viene dato alla descrizione di Rama, la cui struttura e funzionamento sono molto simili alle colonie spaziali teorizzate dallo scienziato Gerard O'Neill nel 1969 (cilindro di O'Neill); si tratta cioè di un vero e proprio habitat con tanto di valli e mari interni sostenuti unicamente dalla forza centrifuga dovuta alla rotazione dell'enorme massa cilindrica.
Esternamente Rama si presenta come un immenso cilindro circolare retto lungo 50 km ed avente un diametro di 20 km; la superficie è liscia e uniforme e le uniche strutture individuabili dall'esterno si trovano al centro di una delle basi, in corrispondenza con l'asse di rotazione. Scopo delle strutture è quello di consentire ad un'eventuale astronave di atterrare su Rama nell'unico modo pratico per farlo, ossia dove la forza repulsiva dovuta alla sua rotazione è quasi nulla. Da qui, attraverso una triplice serie di camere a tenuta stagna, si accede ad un lungo corridoio della lunghezza di circa 500 m che, dopo un'altra triplice serie di camere stagne, permette di accedere alla cavità interna.
Questa cavità, anch'essa di forma cilindrica, è lunga (sottraendo lo spessore delle pareti) circa 49 km e presenta un diametro di circa 19 km; i lati del cilindro non sono netti ma presentano una forma concava, il che dona al volume interno un aspetto che ricorda quello di un dirigibile.
Grazie alla forza centrifuga generata dalla rotazione, ogni oggetto posto in corrispondenza delle pareti interne viene spinto contro di esse con una forza di circa 1 g che decresce a mano a mano che ci si avvicina all'asse, fino a diventare nulla in corrispondenza di esso.
La gravità artificiale che si viene a creare fa di Rama un piccolo mondo cilindrico con una superficie abitabile di circa 2900 km², (per avere un'idea delle dimensioni si pensi che ad esempio la regione Valle d'Aosta ha una superficie di 3263 km²). Il mondo cilindrico è suddiviso in 2 regioni delimitate nella parte centrale da una distesa d'acqua lunga 10 km chiamata Mare Cilindrico; alla regione in corrispondenza dell'ingresso gli astronauti dell'Endeavour assegnano arbitrariamente il nome di Polo Nord ed a quella situata dalla parte opposta quello di Polo Sud.

### Il Polo Nord
Il Polo Nord come descritto efficacemente da Clarke ricorda quello che si potrebbe vedere se si guardasse l'interno di un ombrello aperto dotato di sole 3 stecche, dove queste rappresentano tre lunghissime gradinate poste a 120 gradi una dall'altra che dall'asse conducono fino a terra. Dalla fine delle gradinate fino al mare si estende un'immensa pianura cilindrica da cui sorgono alcune strutture simili a città a cui Norton assegna nomi di famose capitali terrestri. Per quasi tutta la sua lunghezza la pianura centrale è percorsa da 3 canali posti, come le gradinate, a 120 gradi di distanza.
Questi, che si trovano replicati anche nella pianura del Polo Sud, si riveleranno con l'essere sei potenti soli artificiali in grado di illuminare tutto l'enorme ambiente interno in modo uniforme.

### Il Mare Cilindrico
Il Mare Cilindrico è uno degli elementi più affascinanti presenti nel romanzo; efficacissima infatti è la scena in cui Norton trovandosi a navigare su di esso a bordo di una piccola imbarcazione alza gli occhi in direzione dell'asse e vede, completamente fuori dal senso comune ma in perfetto accordo con le leggi della fisica, il mare sovrastarlo. Durante la navigazione tra una stella e l'altra Rama rimane in stato latente: l'ambiente interno è completamente buio e il mare ghiacciato questa situazione però, col progressivo avvicinarsi ad una stella, si evolve rapidamente. Il calore del sole disgela il mare cilindrico e, grazie alla luce fornita dai sei soli artificiali, vengono generati in esso particolari microorganismi che hanno il compito di produrre l'aria.
Dopo questa fase Rama comincia a produrre il proprio equipaggio: si tratta di una serie molto diversificata di macchine biologiche, chiamate dagli umani Biot, che hanno l'intelligenza necessaria solo ad eseguire le proprie mansioni e che non degnano di nessuna particolare attenzione Norton ed il suo equipaggio.
Al centro del mare cilindrico è situata l'isola di New York, chiamata così per via delle strutture in essa presenti che viste da lontano ricordano gli edifici di una città.
Osservandola da vicino però l'equipaggio dell'Endevour constaterà che si tratta con tutta probabilità di una fabbrica-archivio dotata di una forma a triplice simmetria. L'equipaggio dell'Endeavour ipotizza che sia una "fabbrica di Ramiani", in grado di riprodurre i corpi e le menti dei creatori della straordinaria astronave.

### Il Polo Sud
Il Polo Sud a causa di un'altissima barriera che lo divide dal mare, necessaria a fermare le ondate prodotte durante le fasi di accelerazione, sarà visitato da un solo membro dell'equipaggio. In corrispondenza dell'asse è situata una struttura conica denominata Big Horn, circondata da altre sei grandi la metà denominate Little Horn.
Queste strutture si suppone siano il motore di Rama, il cui funzionamento non trova riscontro con le leggi conosciute della fisica. Il motore entrerà in funzione solo quando Rama sarà prossimo al perielio con il Sole e immetterà l'astronave, dopo che essa si sarà rifornita di materie prime presenti nella fotosfera, in una nuova orbita che lo porterà ad allontanarsi per sempre dal Sistema Solare.

## Progetto Guardia Spaziale
Clarke nel suo romanzo ha immaginato il Progetto Guardia Spaziale (Project Spaceguard), un programma di studio dello spazio come metodo di identificazione dei near-Earth object (in acronimo, dall'inglese, NEO), che hanno una traiettoria che li porta in prossimità della Terra; tale progetto è stato iniziato dopo che un asteroide ugualmente romanzato colpì l'Italia l'11 settembre 2077, distruggendo Padova e Verona ed affondando Venezia. Tale progetto scopre l'avvicinarsi di Rama.
Un progetto reale di Guardia Spaziale è iniziato alcuni anni dopo. Dopo che l'interesse nei pericoli degli impatti con asteroidi è stato intensificato da una serie di pellicole hollywoodiane, il congresso degli Stati Uniti ha dato l'autorizzazione ed il finanziamento alla NASA per sostenere il progetto Guardia Spaziale.
In una nota del capitolo 16 di 3001: Odissea finale Clarke scrive:

## Premi
Il romanzo ha ricevuto i seguenti premi:
- Premio Nebula per miglior romanzo nel 1973
- Premio Hugo per miglior romanzo nel 1974
- Premio Jupiter per miglior romanzo nel 1974
- Premio Campbell Memorial nel 1974
- Premio Locus per il miglior romanzo nel 1974

## Altri romanzi del ciclo di Rama
Incontro con Rama è il capostipite di una quadrilogia di romanzi, l'unico della serie ad essere stato scritto interamente da Clarke. È stato il più premiato ed è entrato a far parte dei classici della fantascienza, al pari delle migliori opere di Isaac Asimov. Negli ultimi tre romanzi Gentry Lee ha fatto la scrittura reale, mentre Clarke li ha letti e ha dato dei suggerimenti. Lo stile dei romanzi scritti con Lee è abbastanza differente da quello dell'originale c'è infatti una maggiore caratterizzazione dei personaggi che in questi romanzi sono eroi o malvagi e non dei professionisti come quelli descritti da Clarke nel primo libro. Gli ultimi tre libri non hanno ricevuto le stesse acclamazioni della critica e premi dell'originale.
I romanzi scritti da Gentry Lee con la collaborazione di Clarke sono:
- Rama II (Rama II, 1989)
- Il giardino di Rama (The Garden of Rama, 1991)
- Il segreto di Rama (Rama Revealed, 1993)

Gentry Lee ha anche scritto due ulteriori romanzi ambientati nello stesso universo di Rama:
- Bright Messengers, 1996
- Double Full Moon Night, 2000

## Altri media
- La Telarium (chiamata anche Trillium) nel 1984 ha realizzato l'avventura testuale Rendezvous with Rama basata su Incontro con Rama per i computer Apple II e Commodore 64. Nonostante la grafica non eccezionale (se paragonata agli odierni videogiochi), le descrizioni di Rama sono molto accurate e gli enigmi che il videogiocatore deve superare sono molto simili a quelli incontrati dai personaggi del romanzo.
- La Sierra Entertainment ha creato nel 1996 RAMA un'avventura grafica simile per stile di gioco a Myst. In questa avventura ispirata alla trama di Rama II lo stesso Clarke si è prestato come attore, interpretando un personaggio che guida il giocatore durante le varie fasi dell'avventura.
- All'inizio del 2000 l'attore Morgan Freeman aveva espresso il suo desiderio di produrre una pellicola basata su Incontro con Rama. Dopo una lunga fase iniziale dovuta, come Freeman ha dichiarato, a difficoltà nell'ottenimento dei finanziamenti[2] sembrava che il progetto stesse andando in porto. IMDb aveva aggiornato la condizione del progetto a announced con una data di uscita nelle sale valutata intorno al 2009. La pellicola doveva essere prodotta dalla Revelations Entertainment casa di produzione dello stesso Freeman. David Fincher, sollecitato sul sito web della Revelations' fin dal 2001 aveva dichiarato in un'intervista del 31 dicembre 2007 di essere ancora saldamente al timone. IMDb aveva indicato che Stel Pavlou aveva scritto l'adattamento. Secondo Fincher il film sarebbe stato influenzato da Alien e Star Trek: Il film.[3] Informazioni recenti suggeriscono che questo film non sarà più fatto. In un'intervista Fincher afferma: "Non sembra che verrà fatto. Non esiste alcun copione e come sapete (Morgan Freeman) non sta benissimo adesso. Abbiamo provato a farlo ma probabilmente non ci sarà."[4] Inoltre, la pagina su IMDb del film è stata rimossa.

## Edizioni
- Arthur C. Clarke, Rendezvous with Rama, Gollancz, 1973.
- Arthur C. Clarke, Incontro con Rama, traduzione di Beata Della Frattina, collana Urania n° 634, Arnoldo Mondadori Editore, 1973,  p. 222, ISSN 1120-4966.
- Arthur C. Clarke, Incontro con Rama, traduzione di Beata della Frattina, collana Biblioteca Universale Rizzoli n° 798, RCS Rizzoli Libri, 1991, ISBN 88-17-13798-7.